# Crossville (Illinois)
Crossville es una villa ubicada en el condado de White en el estado estadounidense de Illinois. En el Censo de 2010 tenía una población de 745 habitantes y una densidad poblacional de 448,75 personas por km².

## Geografía
Crossville se encuentra ubicada en las coordenadas 38°9′45″N 88°3′52″O / 38.16250, -88.06444. Según la Oficina del Censo de los Estados Unidos, Crossville tiene una superficie total de 1.66 km², de la cual 1.66 km² corresponden a tierra firme y (0 %) 0 km² es agua.

## Demografía
Según el censo de 2010, había 745 personas residiendo en Crossville. La densidad de población era de 448,75 hab./km². De los 745 habitantes, Crossville estaba compuesto por el 98.79 % blancos, el 0 % eran afroamericanos, el 0.27 % eran amerindios, el 0.27 % eran asiáticos, el 0 % eran isleños del Pacífico, el 0.27 % eran de otras razas y el 0.4 % pertenecían a dos o más razas. Del total de la población el 0.4 % eran hispanos o latinos de cualquier raza.